# درباره عشق (فیلم ۲۰۱۵)
دربارهٔ عشق (روسی: Про любовь, Pro lyubov) یک فیلم کمدی و ملودرام به کارگردانی آنا ملیکیان است که در سال ۲۰۱۵ منتشر شد. از بازیگران آن می‌توان به ولادیمیر ماشکوف، میخائیل یفریمف، و یولیا اسنیگر اشاره کرد.

## جوایز
- جایزه رئیس جشنواره سیزدهمین دوره جشنواره بین‌المللی فیلم زردآلوی طلایی ایروان

## یادداشت
1. ↑  Vasiliy Raksha